# Кубок світу з біатлону 2011—2012, мас-старт, жінки
Залік гонок із масовим стартом серед жінок у рамках Кубка світу з біатлону 2011-12 складається із 5 гонок, перша з яких відбулася 8 січня 2012 в Обергофі, а остання відбудеться на 9 етапі в Ханти-Мансійську. Свій титул володарки малого кришталевого глобусу відстоюватиме білоруска Дарія Домрачова.

## Формат
У гонках з масовим стартом беруть участь 30 біатлоністок, стартуючи водночас. Переможцем стає та з них, яка першою перетне фінішну лінію. Гонка проводиться на дистанції 12,5 км, спортсменики долають 5 кіл і чотири рази виконують стрільбу: двічі з положення лежачи й двічі з положення стоячи. Перша стрільба виконується на установці, що відповідає стартовому номеру спортсменки, далі - в порядку прибуття біатлоністок на стрільбу. На кожній стрільбі біатлоністка повинна влучити в 5 мішеней. За кожен невлучний вистріл вона карається додатковим колом довжиною 150 м.
На змаганнях Кубку світу 2011-2012 в мас-старт відбираються 25 біатлоністок із найвищою позицією в загальному заліку, плюс 5 біатлоністок, які не входять у верхню 25-ку заліку, але найкраще виступили в спринтерській гонці на даному етапі.

## Призери сезону 2010–11
| Медаль  | Біатлоністка     | Очки |
| ------- | ---------------- | ---- |
| Золото: | Дарія Домрачова  | 236  |
| Срібло: | Магдалена Нойнер | 228  |
| Бронза: | Тура Бергер      | 206  |

## Переможці й призери етапів
| Гонка:                                                                   | Золото:                    | Час               | Срібло:                       | Час               | Бронза:                    | Час               |
| Обергоф Протокол [Архівовано 9 вересня 2012 у WebCite]                   | Магдалена Нойнер Німеччина | 40:02.2 (1+1+1+0) | Тура Бергер Норвегія          | 40:14.7 (1+0+1+0) | Андреа Генкель Німеччина   | 40:34.2 (1+0+0+0) |
| Антерсельва Протокол [Архівовано 9 вересня 2012 у WebCite]               | Дарія Домрачева Білорусь   | 35:03.6 (2+0+0+0) | Анастасія Кузьміна Словаччина | 35:28.8 (0+0+0+1) | Магдалена Нойнер Німеччина | 35:35.7 (0+0+0+2) |
| Хольменколлен Протокол [Архівовано 10 вересня 2012 у WebCite]            | Андреа Генкель Німеччина   | 38:01.2 (1+0+0+0) | Дарія Домрачова Білорусь      | 38:27:8 (1+1+1+1) | Тея Грегорін Словенія      | 38:28.4 (0+0+0+0) |
| Чемпіонат світу Протокол [Архівовано 12 березня 2012 у Wayback Machine.] | Тура Бергер Норвегія       | 35:41.6 (0+0+1+0) | Марі-Лор Брюне Франція        | 35:49.7 (0+0+0+1) | Кайса Мякяряйнен Фінляндія | 35:54.3 (0+0+0+1) |
| Ханти-Мансійськ Протокол [Архівовано 10 вересня 2012 у WebCite]          | Дарія Домрачова Білорусь   | 39:01.4 (1+0+0+2) | Тура Бергер Норвегія          | 39:11.4 (0+0+0+1) | Кайса Мякяряйнен Фінляндія | 39:34.0 (2+0+1+1) |

## Нарахування очок
| Місце | 1  | 2  | 3  | 4  | 5  | 6  | 7  | 8  | 9  | 10 | 11 | 12 | 13 | 14 | 15 | 16 | 17 | 18 | 19 | 20 | 21 | 22 | 23 | 24 | 25 | 26 | 27 | 28 | 29 | 30 | 31 | 32 | 33 | 34 | 35 | 36 | 37 | 38 | 39 | 40 |
| ----- | -- | -- | -- | -- | -- | -- | -- | -- | -- | -- | -- | -- | -- | -- | -- | -- | -- | -- | -- | -- | -- | -- | -- | -- | -- | -- | -- | -- | -- | -- | -- | -- | -- | -- | -- | -- | -- | -- | -- | -- |
| Очки  | 60 | 54 | 48 | 43 | 40 | 38 | 36 | 34 | 32 | 31 | 30 | 29 | 28 | 27 | 26 | 25 | 24 | 23 | 22 | 21 | 20 | 19 | 18 | 17 | 16 | 15 | 14 | 13 | 12 | 11 | 10 | 9  | 8  | 7  | 6  | 5  | 4  | 3  | 2  | 1  |

## Таблиця
| #  | Біатлоністка                     | ОБЕ | АНТ | ХОЛ | ЧС  | ХМК | Загалом |
| -- | -------------------------------- | --- | --- | --- | --- | --- | ------- |
|    | Дарія Домрачова (BLR)            | 36  | 60  | 54  | 40  | 60  | 250     |
| 2  | Тура Бергер (NOR)                | 54  | 43  | 30  | 60  | 54  | 241     |
| 3  | Марі Лор Брюне (FRA)             | 38  | 26  | 40  | 54  | 40  | 198     |
| 4  | Андреа Генкель (GER)             | 48  | 28  | 60  | 29  | 31  | 196     |
| 5  | Кайса Мякяряйнен (FIN)           | 29  | 30  | 32  | 48  | 48  | 187     |
| 6  | Анастасія Кузьміна (SVK)         | 20  | 54  | 29  | 34  | 43  | 180     |
| 7  | Магдалена Нойнер (GER)           | 60  | 48  | DNS | 31  | 38  | 177     |
| 8  | Марі Абер (FRA)                  | 34  | 32  | 34  | 38  | 34  | 172     |
| 9  | Гелена Екгольм (SWE)             | 40  | 34  | 43  | 26  | 26  | 169     |
| 10 | Віта Семеренко (UKR)             | 32  | 38  | —   | 36  | 30  | 136     |
| 11 | Тея Грегорін (SLO)               | 27  | 31  | 48  | 28  | —   | 134     |
| 12 | Тіна Бахманн (GER)               | 24  | 18  | 28  | 43  | 21  | 134     |
| 13 | Сіннове Солемдаль (NOR)          | 21  | 25  | 36  | 23  | 14  | 119     |
| 14 | Христина Палка (POL)             | 14  | 27  | 31  | 16  | 29  | 117     |
| 15 | Світлана Слєпцова (RUS)          | 25  | 40  | 14  | 17  | 20  | 116     |
| 16 | Ольга Вілухіна (RUS)             | 23  | 21  | 38  | 22  | —   | 104     |
| 17 | Ольга Зайцева (RUS)              | 43  | 36  | 23  | DSQ | —   | 102     |
| 18 | Мікела Понца (ITA)               | 26  | 19  | 24  | 13  | 17  | 99      |
| 19 | Еліс Рінген (NOR)                | 13  | 13  | 19  | 19  | 25  | 89      |
| 20 | Франциска Хільдебранд (GER)      | 15  | 16  | 26  | —   | 27  | 84      |
| 21 | Вероніка Віткова (CZE)           | —   | —   | 27  | 27  | 24  | 78      |
| 22 | Ганна Богалій-Титовець (RUS)     | 30  | 15  | —   | —   | 28  | 73      |
| 23 | Валя Семеренко (UKR)             | 28  | 22  | —   | —   | 23  | 73      |
| 24 | Вероніка Новаковска-Зємняк (POL) | —   | 24  | —   | 32  | 15  | 71      |
| 25 | Наталія Бурдига (UKR)            | 16  | 17  | 20  | —   | 18  | 71      |
| 26 | Зіна Кочер (CAN)                 | —   | —   | 12  | 18  | 32  | 62      |
| 27 | Катерина Юрлова (RUS)            | 18  | 23  | 18  | —   | —   | 59      |
| 28 | Яна Герекова (CZE)               | —   | —   | —   | 30  | 22  | 52      |
| 29 | Сьюзен Данклі (USA)              | —   | 14  | —   | 25  | 13  | 52      |
| 30 | Олена Підгрушна (UKR)            | 19  | 29  | —   | —   | —   | 48      |
| 31 | Настасія Дуборєзова (BLR)        | 31  | —   | 15  | —   | —   | 46      |
| 32 | Міріам Гесснер (GER)             | —   | 11  | 21  | —   | 12  | 44      |
| 33 | Анна Марія Нільссон (SWE)        | 22  | —   | —   | 21  | —   | 43      |
| 34 | Тіріл Екгофф (NOR)               | —   | —   | —   | —   | 36  | 36      |
| 35 | Селіна Гаспарен (SUI)            | —   | —   | 17  | 15  | —   | 32      |
| 36 | Марі Лаукканен (FIN)             | —   | —   | 16  | 14  | —   | 30      |
| 37 | Діана Расімовічюте (LTU)         | 12  | —   | —   | —   | 16  | 28      |
| 38 | Анна Булигіна (RUS)              | —   | —   | 25  | —   | —   | 25      |
| 39 | Анаїс Бескон (FRA)               | —   | —   | —   | 24  | —   | 24      |
| 40 | Софі Буаї (FRA)                  | —   | —   | 22  | —   | —   | 22      |
| 41 | Судзукі Фуюко (JPN)              | —   | —   | —   | 20  | —   | 20      |
| 41 | Надія Скардіно (BLR)             | —   | 20  | —   | —   | —   | 20      |
| 43 | Катерина Глазиріна (RUS)         | —   | —   | —   | —   | 19  | 19      |
| 44 | Марін Болльє (FRA)               | 17  | —   | —   | —   | —   | 17      |
| 45 | Ева Тофалві (ROM)                | —   | —   | 13  | —   | —   | 13      |
| 46 | Магдалена Гвіздон (POL)          | —   | —   | —   | 12  | —   | 12      |
| 47 | Катя Галлер (ITA)                | —   | 12  | —   | —   | —   | 12      |
| 48 | Фанні Горн (NOR)                 | 11  | —   | —   | —   | —   | 11      |
| 48 | Андреа Малі (SLO)                | —   | —   | —   | —   | 11  | 11      |